# 제30기계화보병사단
제30기계화보병사단(第三十機械化步兵師團, 30th Mechanized Infantry Division, 상징명칭: 필승부대)은 제1군단 예하에 있었던 대한민국 육군의 기계화보병사단이었다.

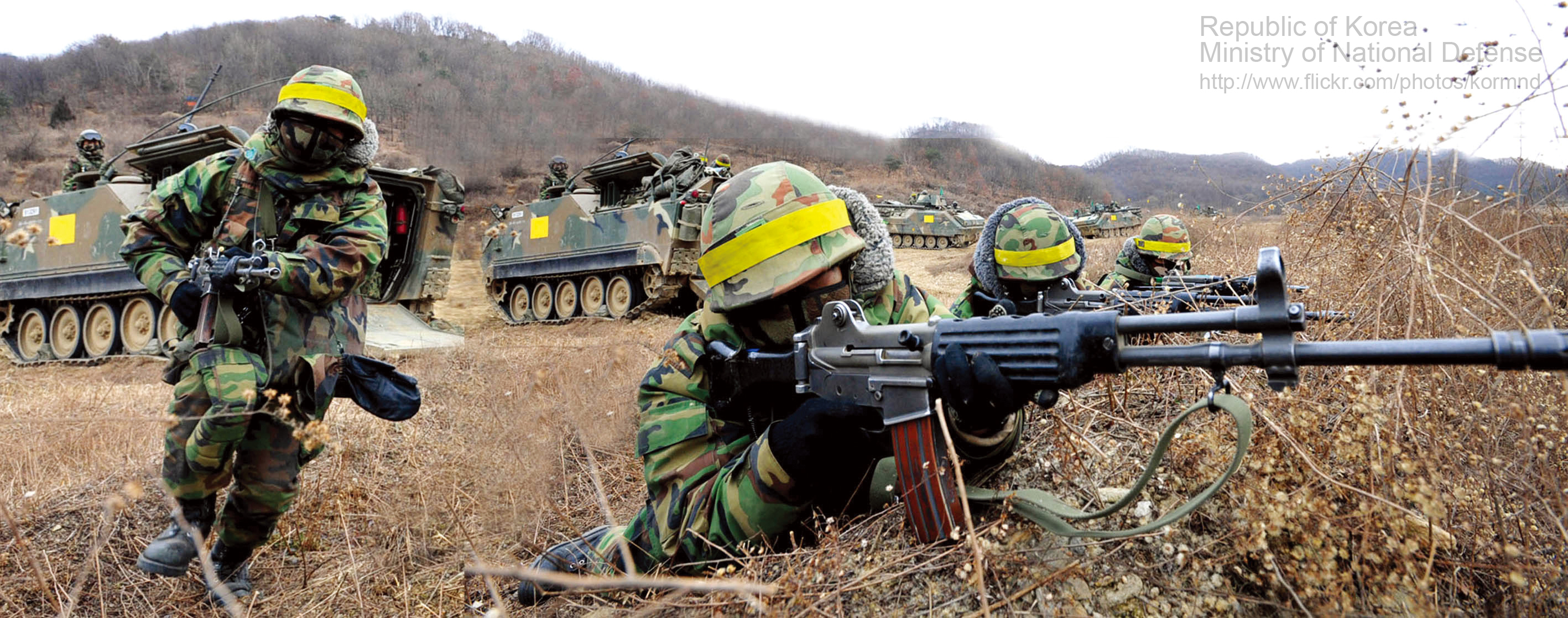
혹한기훈련 중인 제30기계화보병사단 장병들

## 역사

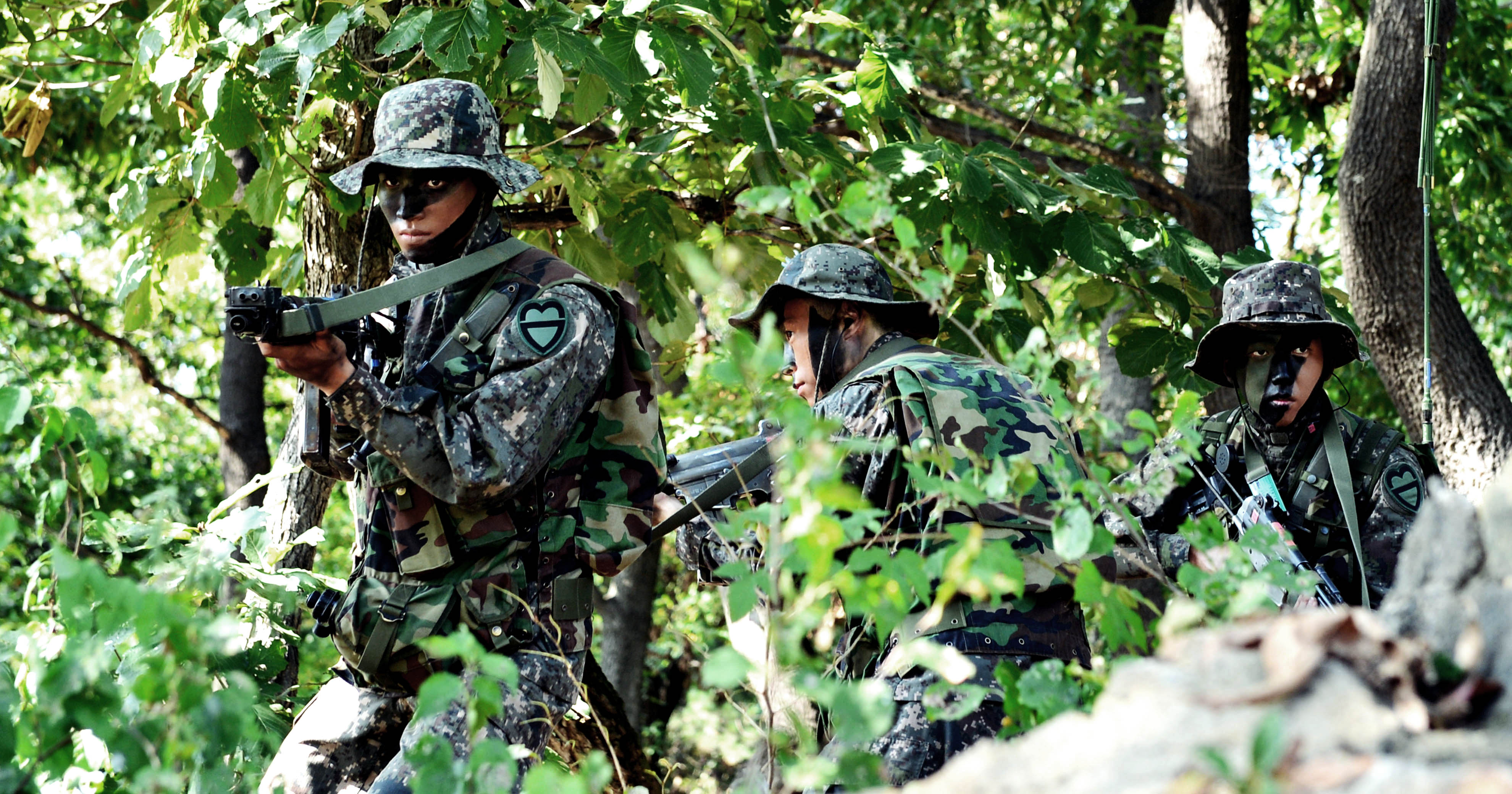
적지침투훈련 중인 제30기계화보병사단 장병들

1955년 2월 20일 경기도 포천시에서 창설되었고, 안양시 및 여러 지역을 전전하다가 고양시에 정착하였다. 수도군단 개편 이전에는 2군 제6관구 사령부 예하의 향토예비사단이었고, 1984년 수방사 개편 이전까지는 서울 지역 향토방위의 임무를 수행하였다. 경례 구호는 '필승'이다. 1991년 10월 1일 대한민국 육군에서 3번째로 기계화보병사단으로 개편되었다.
2011년 10월에는 창설 57주년을 맞이하여 행사를 개최했다.
2020년 11월 30일 국방개혁 2020에 따라 사단을 해체, 제30기갑여단으로 감축·개편 후 12월 1일 재창설되었다.

## 조직

### 부대
- 제90기계화보병여단 비호
  - 제115기계화보병대대 백호
  - 제51전차대대 번개
  - 제53전차대대 천마 (90여단으로 예속전환)
  - 제119기계화보병대대 땅벌 (90여단으로 예속전환)
- 제91기계화보병여단 독수리
  - 제117기계화보병대대 포효
  - 제118기계화보병대대 폭풍
  - 제52전차대대 팬텀
- 포병여단
  - 제311포병대대
  - 제315포병대대
  - 제606포병대대
- 사단 직할대
  - 정보통신대대
  - 방공대대
  - 정비대대
  - 군사경찰대
  - 군악대
  - 의무대
  - 기갑수색대대
  - 본부대
  - 정찰대
  - 화생방대
  - 공병대대
  - 보급수송대대

### 과거부대
- 제312포병대대 (부대 해체)
- 신병교육대 (부대 해체)
- 제116기계화보병대대 상승철갑 (부대 해체)
- 제92기계화보병여단 쌍용 (부대 해체)
  - 제29전차대대 야생마 (2기갑여단으로 예속전환)

## 주요 지휘관
- 최갑석 (1979년 ~ 1980년, 사단장 직무대리)
- 김척 (1962년 ~ 1997년, 김훈 중위 사건의 김훈 중위 아버지)
- 방성대 (2018년 12월 ~ 2020년 11월, 해체 전 마지막 사단장)

### 내용주
1. ↑  사단 해체 직전 마지막 사단장

### 참조주
1. ↑  고중오 (2011년 10월 11일). “제30기계화보병사단 창설 57주년 행사”. 경기신문. 2012년 3월 25일에 확인함.
2. ↑  정충신 (2020년 10월 22일). “<정충신의 밀리터리 카페>‘진격의 北 전차부대, 퇴조의 南 기계화사단...남북 전차부대 희비쌍곡선 엇갈려’”. 《문화일보》. 2020년 11월 7일에 확인함.